# Dorcadion danczenkoi
Dorcadion danczenkoi är en skalbaggsart som beskrevs av Aleksandr Sergeievich Danilevsky 1996. Dorcadion danczenkoi ingår i släktet Dorcadion och familjen långhorningar.
Artens utbredningsområde är:
- Afghanistan.
- Iran.

Inga underarter finns listade i Catalogue of Life.